# Engbert Drenth
Engbert Drenth (Bilthoven, 29 juni 1945) is een Nederlands politicus van de PvdA.
Na het Gemeentelijk Lyceum van Dordrecht (gymnasium β) ging hij biologie studeren aan de Rijksuniversiteit Leiden waar hij in 1972 is afgestudeerd. Op verzoek van de rector van het lyceum in Dordrecht had hij in 1969 gesolliciteerd naar de functie docent biologie. De rector vertelde hem enige tijd later dat zijn benoeming problematisch was geworden omdat uit een BVD-rapport bleek dat hij onder andere lid van de NVSH was. Uiteindelijk mocht die benoeming toch doorgaan. Drenth was nog steeds student in Leiden toen hij in 1970 gekozen werd in de gemeenteraad van Leiderdorp en in september van dat jaar, hij was toen net 25, werd hij daar wethouder. Naast zijn wethouderschap was hij in de periode 1972-1973 tevens werkzaam bij het Rijksherbarium in Leiden. Drie planten uit zuidoost Azië, die behoren tot de familie Taccaceae, zijn door hem benoemd: Tacca bibracteata Drenth, Tacca ebeltajae Drenth (een verwijzing naar zijn moeder Ebeltje Drenth-Fokkens) en Tacca plantaginea (Hance) Drenth. Daarna was hij als milieudeskundige werkzaam bij de gemeente Utrecht en bij de Voorlopige Centrale Raad voor de Milieuhygiëne in Den Haag.
Bij de gemeenteraadsverkiezingen van 1978 kwam hij op zijn verzoek op een onverkiesbare plaats waarmee ook een einde kwam aan zijn wethouderschap. Datzelfde jaar werd Drenth lid van de Provinciale Staten van Zuid-Holland en een jaar later volgde zijn benoeming tot burgemeester van de Groningse gemeente Bellingwedde. Zijn grootvader, E. Drenth, was na de Tweede Wereldoorlog waarnemend burgemeester en daarna nog wethouder geweest van de naburige gemeente Vlagtwedde. In 2002 kwam zijn burgemeesterschap in gevaar omdat hij op de A7 werd aangehouden met te veel alcohol op. Zijn rijbewijs was hij tijdelijk kwijt maar nadat hij beloofd had hulp te zoeken voor zijn problemen met overmatig drankgebruik kon hij als burgemeester aanblijven.
Kort voor hij in 1979 burgemeester van Bellingwedde werd gaf hij aan te verwachten na twee termijnen (van elk 6 jaar) burgemeester te zullen worden van een grotere gemeente. Dat pakte anders uit omdat het hem zeer beviel in Oost Groningen, want in 2007, dus 28 jaar later, ging hij als burgemeester van Bellingwedde vervroegd met pensioen. Hij was op dat moment de langstzittende burgemeester in één gemeente. 
Drenth is ridder in de orde van Oranje-Nassau en sinds 2007 drager van het Verdienstkreuz am Bande van Nedersaksen. Staatsbosbeheer noemde een bos in Vriescheloo naar hem als dank voor het realiseren van ruim 2500 hectare nieuwe natuur in Westerwolde.
Momenteel is hij voorzitter van de Noord Nederlandse Aeroclub - Eelde (NNAC) en voorzitter van de Commissie Milieuhygiëne Luchthaven Eelde. 

## Trivia
In 2007 kondigde Drenth aan de PvdA te verlaten als Jan Pronk gekozen zou worden tot voorzitter, omdat deze met 67-jaar te oud zou zijn en nooit iets bereikt heeft. In de laatste ronde werd Pronk door Lilianne Ploumen verslagen zodat zij voorzitter werd.